# Kniphofia sarmentosa
Kniphofia sarmentosa là một loài thực vật có hoa trong họ Thích diệp thụ. Loài này được (Andrews) Kunth miêu tả khoa học đầu tiên năm 1843.